# Directors Guild of America Award

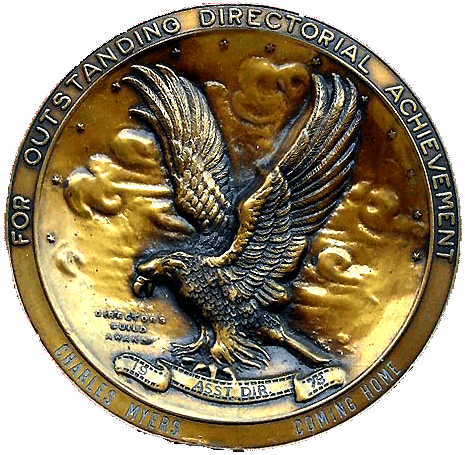
Logo des Directors Guild of America Award

Der Directors Guild of America Award (kurz DGA Award) ist eine Auszeichnung, die seit 1949 von der amerikanischen Vereinigung Directors Guild of America (DGA) an die besten Film- und Fernsehproduktionen des Vorjahres verliehen wird. Der Preis wird gegenwärtig in zwei Film- (Spielfilm und Dokumentarfilm) und acht Fernsehkategorien (Dramaserie, Comedyserie, Miniserie oder Fernsehfilme, musikalische Spielarten, Reality-TV, täglich ausgestrahlte Fernsehserien, Kinderprogramme und Werbefilme) vergeben.
Neben den regulären Regiepreisen in den verschiedenen Sparten werden eine Reihe von Sonderpreisen vergeben. Der bekannteste ist die Auszeichnung mit einem Preis für die Lebensleistung eines Regisseurs, der erstmals 1953 vergeben wurde. Ursprünglich war die Auszeichnung nach dem amerikanischen Filmregisseur D. W. Griffith benannt, wurde aber im Dezember 1999 wegen dessen heute als rassistisch bewerteten Films Die Geburt einer Nation (1915) umbenannt. Seit dem Jahr 2000 wird der Preis als „DGA Lifetime Achievement Award“ vergeben.

## Preisträger (Auswahl)

### Beste Spielfilmregie
Die Kategorie (Originaltitel: Outstanding Achievement in Feature Film oder Directors Guild of America Award for Outstanding Directorial Achievement in Motion Pictures) ehrt im Gegensatz zu anderen Filmpreisen wie dem Oscar oder dem Golden Globe Award die Leistung des gesamten Regieteams. Neben dem eigentlichen Filmregisseur werden auch Mitarbeiter der Filmproduktionsleitung (englisch Unit Production Manager) und die Regieassistenten berücksichtigt.
65 Mal stimmte der Preisträger mit dem späteren Oscar-Gewinner überein, zuletzt 2024 geschehen mit der Auszeichnung an Christopher Nolan (Oppenheimer). 2010 war die US-Amerikanerin Kathryn Bigelow (Tödliches Kommando – The Hurt Locker) als erste Spielfilmregisseurin mit dem Preis geehrt worden. In fünf Fällen (1969, 1973, 2001, 2003, 2020) gewann der DGA-Preisträger den Academy Award nicht, während 1986, 1996 und 2013 der Gewinner nicht für den Oscar nominiert wurde.
In unten stehender Tabelle sind die Preisträger nach dem Jahr der Verleihung geordnet. Seit 2003 werden offiziell neben den geehrten Filmregisseuren auch Regieassistenten und Production Manager genannt
| Jahr | Preisträger/-in                  | Filmtitel                                       | Deutscher Verleihtitel                                    |
| ---- | -------------------------------- | ----------------------------------------------- | --------------------------------------------------------- |
| 1949 | Joseph L. Mankiewicz             | A Letter to Three Wives                         | Ein Brief an drei Frauen                                  |
| 1950 | Robert Rossen                    | All the King’s Men                              | Der Mann, der herrschen wollte                            |
| 1951 | Joseph L. Mankiewicz             | All About Eve                                   | Alles über Eva                                            |
| 1952 | George Stevens                   | A Place in the Sun                              | Ein Platz an der Sonne                                    |
| 1953 | John Ford                        | The Quiet Man                                   | Der Sieger                                                |
| 1954 | Fred Zinnemann                   | From Here to Eternity                           | Verdammt in alle Ewigkeit                                 |
| 1955 | Elia Kazan                       | On the Waterfront                               | Die Faust im Nacken                                       |
| 1956 | Delbert Mann                     | Marty                                           | Marty                                                     |
| 1957 | George Stevens                   | Giant                                           | Giganten                                                  |
| 1958 | David Lean                       | The Bridge on the River Kwai                    | Die Brücke am Kwai                                        |
| 1959 | Vincente Minnelli                | Gigi                                            | Gigi                                                      |
| 1960 | William Wyler                    | Ben-Hur                                         | Ben Hur                                                   |
| 1961 | Billy Wilder                     | The Apartment                                   | Das Appartement                                           |
| 1962 | Jerome Robbins und Robert Wise   | West Side Story                                 | West Side Story                                           |
| 1963 | David Lean                       | Lawrence of Arabia                              | Lawrence von Arabien                                      |
| 1964 | Tony Richardson                  | Tom Jones                                       | Tom Jones – Zwischen Bett und Galgen                      |
| 1965 | George Cukor                     | My Fair Lady                                    | My Fair Lady                                              |
| 1966 | Robert Wise                      | The Sound of Music                              | Meine Lieder – meine Träume                               |
| 1967 | Fred Zinnemann                   | A Man for All Seasons                           | Ein Mann zu jeder Jahreszeit                              |
| 1968 | Mike Nichols                     | The Graduate                                    | Die Reifeprüfung                                          |
| 1969 | Anthony Harvey 1                 | The Lion in Winter                              | Der Löwe im Winter                                        |
| 1970 | John Schlesinger                 | Midnight Cowboy                                 | Asphalt-Cowboy                                            |
| 1971 | Franklin J. Schaffner            | Patton                                          | Patton – Rebell in Uniform                                |
| 1972 | William Friedkin                 | The French Connection                           | Brennpunkt Brooklyn                                       |
| 1973 | Francis Ford Coppola 1           | The Godfather                                   | Der Pate                                                  |
| 1974 | George Roy Hill                  | The Sting                                       | Der Clou                                                  |
| 1975 | Francis Ford Coppola             | The Godfather: Part II                          | Der Pate – Teil II                                        |
| 1976 | Miloš Forman                     | One Flew Over the Cuckoo’s Nest                 | Einer flog über das Kuckucksnest                          |
| 1977 | John G. Avildsen                 | Rocky                                           | Rocky                                                     |
| 1978 | Woody Allen                      | Annie Hall                                      | Der Stadtneurotiker                                       |
| 1979 | Michael Cimino                   | The Deer Hunter                                 | Die durch die Hölle gehen                                 |
| 1980 | Robert Benton                    | Kramer vs. Kramer                               | Kramer gegen Kramer                                       |
| 1981 | Robert Redford                   | Ordinary People                                 | Eine ganz normale Familie                                 |
| 1982 | Warren Beatty                    | Reds                                            | Reds                                                      |
| 1983 | Richard Attenborough             | Gandhi                                          | Gandhi                                                    |
| 1984 | James L. Brooks                  | Terms of Endearment                             | Zeit der Zärtlichkeit                                     |
| 1985 | Miloš Forman                     | Amadeus                                         | Amadeus                                                   |
| 1986 | Steven Spielberg 2               | The Color Purple                                | Die Farbe Lila                                            |
| 1987 | Oliver Stone                     | Platoon                                         | Platoon                                                   |
| 1988 | Bernardo Bertolucci              | The Last Emperor                                | Der letzte Kaiser                                         |
| 1989 | Barry Levinson                   | Rain Man                                        | Rain Man                                                  |
| 1990 | Oliver Stone                     | Born on the Fourth of July                      | Geboren am 4. Juli                                        |
| 1991 | Kevin Costner                    | Dances with Wolves                              | Der mit dem Wolf tanzt                                    |
| 1992 | Jonathan Demme                   | The Silence of the Lambs                        | Das Schweigen der Lämmer                                  |
| 1993 | Clint Eastwood                   | Unforgiven                                      | Erbarmungslos                                             |
| 1994 | Steven Spielberg                 | Schindler’s List                                | Schindlers Liste                                          |
| 1995 | Robert Zemeckis                  | Forrest Gump                                    | Forrest Gump                                              |
| 1996 | Ron Howard 2                     | Apollo 13                                       | Apollo 13                                                 |
| 1997 | Anthony Minghella                | The English Patient                             | Der englische Patient                                     |
| 1998 | James Cameron                    | Titanic                                         | Titanic                                                   |
| 1999 | Steven Spielberg                 | Saving Private Ryan                             | Der Soldat James Ryan                                     |
| 2000 | Sam Mendes                       | American Beauty                                 | American Beauty                                           |
| 2001 | Ang Lee 1                        | 臥虎藏龍 (Wòhǔ Cánglóng)                        | Tiger & Dragon                                            |
| 2002 | Ron Howard                       | A Beautiful Mind                                | A Beautiful Mind – Genie und Wahnsinn                     |
| 2003 | Rob Marshall 1                   | Chicago                                         | Chicago                                                   |
| 2004 | Peter Jackson                    | The Lord of the Rings: The Return of the King   | Der Herr der Ringe – Die Rückkehr des Königs              |
| 2005 | Clint Eastwood                   | Million Dollar Baby                             | Million Dollar Baby                                       |
| 2006 | Ang Lee                          | Brokeback Mountain                              | Brokeback Mountain                                        |
| 2007 | Martin Scorsese                  | The Departed                                    | Departed – Unter Feinden                                  |
| 2008 | Ethan und Joel Coen              | No Country for Old Men                          | No Country for Old Men                                    |
| 2009 | Danny Boyle                      | Slumdog Millionaire                             | Slumdog Millionär                                         |
| 2010 | Kathryn Bigelow                  | The Hurt Locker                                 | Tödliches Kommando – The Hurt Locker                      |
| 2011 | Tom Hooper                       | The King’s Speech                               | The King’s Speech                                         |
| 2012 | Michel Hazanavicius              | The Artist                                      | The Artist                                                |
| 2013 | Ben Affleck 2                    | Argo                                            | Argo                                                      |
| 2014 | Alfonso Cuarón                   | Gravity                                         | Gravity                                                   |
| 2015 | Alejandro González Iñárritu      | Birdman or (The Unexpected Virtue of Ignorance) | Birdman oder (Die unverhoffte Macht der Ahnungslosigkeit) |
| 2016 | Alejandro González Iñárritu      | The Revenant                                    | The Revenant – Der Rückkehrer                             |
| 2017 | Damien Chazelle                  | La La Land                                      | La La Land                                                |
| 2018 | Guillermo del Toro               | The Shape of Water                              | Shape of Water – Das Flüstern des Wassers                 |
| 2019 | Alfonso Cuarón                   | Roma                                            | Roma                                                      |
| 2020 | Sam Mendes 1                     | 1917                                            | 1917                                                      |
| 2021 | Chloé Zhao                       | Nomadland                                       | Nomadland                                                 |
| 2022 | Jane Campion                     | The Power of the Dog                            | The Power of the Dog                                      |
| 2023 | Daniel Kwan und Daniel Scheinert | Everything Everywhere All at Once               | Everything Everywhere All at Once                         |
| 2024 | Christopher Nolan                | Oppenheimer                                     | Oppenheimer                                               |
| 2025 | Sean Baker                       | Anora                                           | Anora                                                     |

### Lifetime Achievement Award
Dieser Preis wurde bis 1999 unter dem Titel D. W. Griffith Lifetime Achievement Award verliehen
- 1953: Cecil B. DeMille
- 1954: John Ford
- 1956: Henry King
- 1957: King Vidor
- 1959: Frank Capra
- 1960: George Stevens
- 1961: Frank Borzage
- 1966: William Wyler
- 1968: Alfred Hitchcock
- 1970: Fred Zinnemann
- 1973: William A. Wellman und David Lean
- 1981: George Cukor
- 1982: Rouben Mamoulian
- 1983: John Huston
- 1984: Orson Welles
- 1985: Billy Wilder
- 1986: Joseph L. Mankiewicz
- 1987: Elia Kazan
- 1988: Robert Wise
- 1990: Ingmar Bergman
- 1992: Akira Kurosawa
- 1993: Sidney Lumet
- 1994: Robert Altman
- 1995: James Ivory
- 1996: Woody Allen
- 1997: Stanley Kubrick
- 1998: Francis Ford Coppola
- 2000: Steven Spielberg
- 2002: Martin Scorsese
- 2004: Mike Nichols
- 2006: Clint Eastwood
- 2010: Norman Jewison
- 2013: Miloš Forman
- 2017: Ridley Scott
- 2022: Spike Lee
- 2025: Ang Lee